# Стара Гора-при-Шентилю
Стара Гора-при-Шентилю (словен. Stara Gora pri Šentilju) — поселення в общині Шентиль, Подравський регіон‎, Словенія.